# Lista över fornlämningar i Ulricehamns kommun (Gällstad)
Lista över fornlämningar i Ulricehamns kommun (Gällstad) är en förteckning av ett urval av de fornlämningar som finns i Gällstad i Ulricehamns kommun.
| Namn           | Lämningstyp                 | Tillkomsttid | Historisk indelning     | Plats | Läge                 | ID-nr          | Bild                                 |
| -------------- | --------------------------- | ------------ | ----------------------- | ----- | -------------------- | -------------- | ------------------------------------ |
| Gällstad 1:1   | Hög                         |              | Gällstad, Västergötland |       | 57.670280, 13.430825 | 10167800010001 | Ladda upp en bild av detta fornminne |
| Gällstad 3:1   | Gravfält                    |              | Gällstad, Västergötland |       | 57.669073, 13.430359 | 10167800030001 | Ladda upp en bild av detta fornminne |
| Gällstad 4:1   | Röse                        |              | Gällstad, Västergötland |       | 57.659961, 13.432720 | 10167800040001 | Ladda upp en bild av detta fornminne |
| Gällstad 5:1   | Röse                        |              | Gällstad, Västergötland |       | 57.658252, 13.431462 | 10167800050001 | Ladda upp en bild av detta fornminne |
| Gällstad 5:2   | Röse                        |              | Gällstad, Västergötland |       | 57.658411, 13.431587 | 10167800050002 | Ladda upp en bild av detta fornminne |
| Gällstad 6:1   | Grav markerad av sten/block |              | Gällstad, Västergötland |       | 57.666871, 13.432925 | 10167800060001 | Ladda upp en bild av detta fornminne |
| Gällstad 6:2   | Grav markerad av sten/block |              | Gällstad, Västergötland |       | 57.666949, 13.432972 | 10167800060002 | Ladda upp en bild av detta fornminne |
| Gällstad 9:1   | Röse                        |              | Gällstad, Västergötland |       | 57.679812, 13.429466 | 10167800090001 | Ladda upp en bild av detta fornminne |
| Gällstad 9:2   | Röse                        |              | Gällstad, Västergötland |       | 57.679916, 13.428606 | 10167800090002 | Ladda upp en bild av detta fornminne |
| Gällstad 9:3   | Röse                        |              | Gällstad, Västergötland |       | 57.679743, 13.428092 | 10167800090003 | Ladda upp en bild av detta fornminne |
| Gällstad 10:1  | Röse                        |              | Gällstad, Västergötland |       | 57.662257, 13.431455 | 10167800100001 | Ladda upp en bild av detta fornminne |
| Gällstad 12:1  | Gravfält                    |              | Gällstad, Västergötland |       | 57.619493, 13.428643 | 10167800120001 | Ladda upp en bild av detta fornminne |
| Gällstad 13:1  | Röse                        |              | Gällstad, Västergötland |       | 57.629626, 13.441837 | 10167800130001 | Ladda upp en bild av detta fornminne |
| Gällstad 13:2  | Stensättning                |              | Gällstad, Västergötland |       | 57.629766, 13.441902 | 10167800130002 | Ladda upp en bild av detta fornminne |
| Gällstad 14:1  | Gravfält                    |              | Gällstad, Västergötland |       | 57.678243, 13.425684 | 10167800140001 | Ladda upp en bild av detta fornminne |
| Gällstad 17:1  | Gravfält                    |              | Gällstad, Västergötland |       | 57.695455, 13.430906 | 10167800170001 | Ladda upp en bild av detta fornminne |
| Gällstad 20:1  | Röse                        |              | Gällstad, Västergötland |       | 57.677353, 13.416477 | 10167800200001 | Ladda upp en bild av detta fornminne |
| Gällstad 21:1  | Röse                        |              | Gällstad, Västergötland |       | 57.682207, 13.422593 | 10167800210001 | Ladda upp en bild av detta fornminne |
| Gällstad 21:2  | Röse                        |              | Gällstad, Västergötland |       | 57.682075, 13.422775 | 10167800210002 | Ladda upp en bild av detta fornminne |
| Gällstad 24:1  | Röse                        |              | Gällstad, Västergötland |       | 57.708907, 13.457615 | 10167800240001 | Ladda upp en bild av detta fornminne |
| Gällstad 24:2  | Röse                        |              | Gällstad, Västergötland |       | 57.708773, 13.457976 | 10167800240002 | Ladda upp en bild av detta fornminne |
| Gällstad 27:1  | Röse                        |              | Gällstad, Västergötland |       | 57.689856, 13.466311 | 10167800270001 | Ladda upp en bild av detta fornminne |
| Gällstad 28:1  | Röse                        |              | Gällstad, Västergötland |       | 57.700128, 13.495074 | 10167800280001 | Ladda upp en bild av detta fornminne |
| Gällstad 28:2  | Röse                        |              | Gällstad, Västergötland |       | 57.700138, 13.494644 | 10167800280002 | Ladda upp en bild av detta fornminne |
| Gällstad 28:3  | Röse                        |              | Gällstad, Västergötland |       | 57.700334, 13.495335 | 10167800280003 | Ladda upp en bild av detta fornminne |
| Gällstad 30:1  | Stenkammargrav              |              | Gällstad, Västergötland |       | 57.710517, 13.487427 | 10167800300001 | Ladda upp en bild av detta fornminne |
| Gällstad 32:1  | Röse                        |              | Gällstad, Västergötland |       | 57.690928, 13.466620 | 10167800320001 | Ladda upp en bild av detta fornminne |
| Gällstad 33:1  | Röse                        |              | Gällstad, Västergötland |       | 57.691035, 13.465277 | 10167800330001 | Ladda upp en bild av detta fornminne |
| Gällstad 34:1  | Stensättning                |              | Gällstad, Västergötland |       | 57.713321, 13.442877 | 10167800340001 | Ladda upp en bild av detta fornminne |
| Gällstad 35:1  | Röse                        |              | Gällstad, Västergötland |       | 57.657249, 13.436524 | 10167800350001 | Ladda upp en bild av detta fornminne |
| Gällstad 36:1  | Röse                        |              | Gällstad, Västergötland |       | 57.655420, 13.435417 | 10167800360001 | Ladda upp en bild av detta fornminne |
| Gällstad 36:3  | Stensättning                |              | Gällstad, Västergötland |       | 57.655137, 13.435243 | 10167800360003 | Ladda upp en bild av detta fornminne |
| Gällstad 37:1  | Stensättning                |              | Gällstad, Västergötland |       | 57.654827, 13.440249 | 10167800370001 | Ladda upp en bild av detta fornminne |
| Gällstad 38:1  | Röse                        |              | Gällstad, Västergötland |       | 57.652198, 13.439654 | 10167800380001 | Ladda upp en bild av detta fornminne |
| Gällstad 38:2  | Stensättning                |              | Gällstad, Västergötland |       | 57.652170, 13.439449 | 10167800380002 | Ladda upp en bild av detta fornminne |
| Gällstad 39:1  | Röse                        |              | Gällstad, Västergötland |       | 57.651452, 13.438822 | 10167800390001 | Ladda upp en bild av detta fornminne |
| Gällstad 40:1  | Röse                        |              | Gällstad, Västergötland |       | 57.650551, 13.439162 | 10167800400001 | Ladda upp en bild av detta fornminne |
| Gällstad 41:1  | Röse                        |              | Gällstad, Västergötland |       | 57.648676, 13.438682 | 10167800410001 | Ladda upp en bild av detta fornminne |
| Gällstad 45:1  | Röse                        |              | Gällstad, Västergötland |       | 57.646002, 13.438738 | 10167800450001 | Ladda upp en bild av detta fornminne |
| Gällstad 45:2  | Röse                        |              | Gällstad, Västergötland |       | 57.645928, 13.438503 | 10167800450002 | Ladda upp en bild av detta fornminne |
| Gällstad 46:1  | Röse                        |              | Gällstad, Västergötland |       | 57.642232, 13.443009 | 10167800460001 | Ladda upp en bild av detta fornminne |
| Gällstad 47:1  | Röse                        |              | Gällstad, Västergötland |       | 57.634231, 13.453567 | 10167800470001 | Ladda upp en bild av detta fornminne |
| Gällstad 47:2  | Stensättning                |              | Gällstad, Västergötland |       | 57.634016, 13.453749 | 10167800470002 | Ladda upp en bild av detta fornminne |
| Gällstad 47:3  | Röse                        |              | Gällstad, Västergötland |       | 57.633731, 13.453830 | 10167800470003 | Ladda upp en bild av detta fornminne |
| Gällstad 47:4  | Röse                        |              | Gällstad, Västergötland |       | 57.633774, 13.453538 | 10167800470004 | Ladda upp en bild av detta fornminne |
| Gällstad 47:5  | Röse                        |              | Gällstad, Västergötland |       | 57.633688, 13.454068 | 10167800470005 | Ladda upp en bild av detta fornminne |
| Gällstad 48:1  | Röse                        |              | Gällstad, Västergötland |       | 57.628971, 13.441526 | 10167800480001 | Ladda upp en bild av detta fornminne |
| Gällstad 48:2  | Röse                        |              | Gällstad, Västergötland |       | 57.628889, 13.441383 | 10167800480002 | Ladda upp en bild av detta fornminne |
| Gällstad 48:3  | Stensättning                |              | Gällstad, Västergötland |       | 57.628704, 13.441699 | 10167800480003 | Ladda upp en bild av detta fornminne |
| Gällstad 51:1  | Röse                        |              | Gällstad, Västergötland |       | 57.676851, 13.471771 | 10167800510001 | Ladda upp en bild av detta fornminne |
| Gällstad 52:1  | Gravfält                    |              | Gällstad, Västergötland |       | 57.673172, 13.499418 | 10167800520001 | Ladda upp en bild av detta fornminne |
| Gällstad 55:1  | Stensättning                |              | Gällstad, Västergötland |       | 57.675665, 13.487475 | 10167800550001 | Ladda upp en bild av detta fornminne |
| Gällstad 57:1  | Gravfält                    |              | Gällstad, Västergötland |       | 57.675188, 13.471369 | 10167800570001 | Ladda upp en bild av detta fornminne |
| Gällstad 58:1  | Röse                        |              | Gällstad, Västergötland |       | 57.673265, 13.468761 | 10167800580001 | Ladda upp en bild av detta fornminne |
| Gällstad 63:1  | Hällristning                |              | Gällstad, Västergötland |       | 57.691113, 13.471794 | 10167800630001 | Ladda upp en bild av detta fornminne |
| Gällstad 67:1  | Röse                        |              | Gällstad, Västergötland |       | 57.666372, 13.450458 | 10167800670001 | Ladda upp en bild av detta fornminne |
| Gällstad 68:1  | Gravfält                    |              | Gällstad, Västergötland |       | 57.669556, 13.456979 | 10167800680001 | Ladda upp en bild av detta fornminne |
| Gällstad 79:1  | Stensättning                |              | Gällstad, Västergötland |       | 57.683739, 13.436441 | 10167800790001 | Ladda upp en bild av detta fornminne |
| Gällstad 79:2  | Röse                        |              | Gällstad, Västergötland |       | 57.683980, 13.436318 | 10167800790002 | Ladda upp en bild av detta fornminne |
| Gällstad 82:1  | Hällristning                |              | Gällstad, Västergötland |       | 57.679616, 13.430140 | 10167800820001 | Ladda upp en bild av detta fornminne |
| Gällstad 144:1 | Stensättning                |              | Gällstad, Västergötland |       | 57.653842, 13.436303 | 10167801440001 | Ladda upp en bild av detta fornminne |
| Gällstad 146:1 | Hällristning                |              | Gällstad, Västergötland |       | 57.677977, 13.426183 | 10167801460001 | Ladda upp en bild av detta fornminne |
| Gällstad 188   | Stensättning                |              | Gällstad, Västergötland |       | 57.708098, 13.457017 | 12000000116406 | Ladda upp en bild av detta fornminne |